# Yeongdo-gu
Yeongdo-gu (koreanska: 영도구) är ett stadsdistrikt i Sydkorea. Det ligger i staden Busan, i den sydöstra delen av landet, 300 km sydost om huvudstaden Seoul. Antalet invånare är 115 388 (2020). Yeongdo-gu utgörs av öarna Yeongdo och Jodo.

## Indelning
Stadsdistriktet är indelat i elva administrativa stadsdelar. 
| Name                 | Hangul  | Hanja     | Yta (km2) | Invånare |
| -------------------- | ------- | --------- | --------- | -------- |
| Bongnae 1(il)-dong   | 봉래1동 | 蓬萊第1洞 | 0,30      | 7 370    |
| Bongnae 2(i)-dong    | 봉래2동 | 蓬萊第2洞 | 0,64      | 5 375    |
| Cheonghak 1(il)-dong | 청학1동 | 靑鶴第1洞 | 0,90      | 6 902    |
| Cheonghak 2(i)-dong  | 청학2동 | 靑鶴第1洞 | 1,67      | 18 722   |
| Dongsam 1(il)-dong   | 동삼1동 | 東三第1洞 | 3,86      | 29 302   |
| Dongsam 2(i)-dong    | 동삼2동 | 東三第1洞 | 3,36      | 3 622    |
| Dongsam 3(sam)-dong  | 동삼1동 | 東三第1洞 | 0,81      | 10 649   |
| Namhang-dong         | 남항동  | 南港洞    | 0,74      | 10 819   |
| Sinseon-dong         | 신선동  | 新仙洞    | 1,12      | 9 411    |
| Yeongseon 1(il)-dong | 영선1동 | 瀛仙第1洞 | 0,17      | 4 184    |
| Yeongseon 2(i)-dong  | 영선2동 | 瀛仙第2洞 | 0,63      | 9 032    |
| Yeongdo-gu           | 영도구  | 影島區    | 14,20     | 115 388  |